# رابین بک
رابین بک (به انگلیسی: Robin Beck) (زاده ۷ نوامبر ۱۹۵۴ بروکلین، نیویورک) خواننده راک آمریکایی است. او در سال ۱۹۸۸ در انگلستان و در سال ۱۹۸۹ در آلمان با آهنگ «اولین مرتبه» (First Time)، مقام اول را در جدول انفرادی به خود اختصاص داد. همچنین این آهنگ بواسطه محبوبیت‌اش برای تبلیغ کوکا کولا استفاده شد.

## زندگی‌نامه
ابتدا به عنوان هم خوان شروع به خواندن کرد و با ملیسا منچستر، چاکا خان و لئو سایر هم خوانی کرد. اولین آلبومش را در سال ۱۹۷۹ با حضور ایرنه کارا و لوتر وندروس به عنوان هم خوان‌هایش عرضه کرد. هرچند آلبومهای بعدی اش نتوانستند موفقیت تجاری در انگلیس کسب کنند، ولی آهنگ «همه اشک هایت را نگه دار» (Save Up All Your Tears) او توانست در رده ۱۰ آهنگ برتر در آلمان قرار بگیرد.

## تک‌آهنگ‌ها
- Sweet Talk (مکالمه شیرین) ۱۹۷۹
- The First Time (اولین مرتبه) ۱۹۸۸
- Save Up All Your Tears (همه اشک هایت را نگه دار) ۱۹۸۹
- Tears In The Rain (اشکها در باران) ۱۹۸۹
- Don't Lose Any Sleep (هیچ خوابی را از دست نده) ۱۹۹۰
- Hide Your Heart (قلبت را پنهان کن) ۱۹۹۰
- In My Heart To Stay (در قلب من برای ماندن) ۱۹۹۲
- Gonna Take A Lifetime (یک عمر خواهد برد) ۱۹۹۳
- Love Yourself (عاشق خودت باش) ۱۹۹۳
- Close To You (نزدیک به تو) ۱۹۹۴
- If Lovin' You Is Wrong (اگر عشق به تو غلط است) ۱۹۹۴
- Jewel In My Crown (جواهر تاج من) ۱۹۹۹
- Shut Up And Kiss Me (خفه شو و مرا ببوس) ۱۹۹۹
- First Time (DJ Unique) (اولین مرتبه) ۲۰۰۳
- First Time - Sunblock featuring Robin Beck (اولین مرتبه) ۲۰۰۶

## آلبوم‌ها
- Sweet Talk (مکالمه شیرین) ۱۹۷۹
- Trouble Or Nothin' (مزاحمت یا هیچ) ۱۹۸۹
- Human Instinct (غریزه انسانی) ۱۹۹۲
- Can't Get Off (نمی‌شود عقب نشینی کرد) ۱۹۹۴
- Wonderland (سرزمین عجایب) ۲۰۰۳
- Do You Miss Me (دلت برام تنگ شده؟) ۲۰۰۵
- Livin' On A Dream (زندگی در رویا) ۲۰۰۷
- Trouble Or Nothing - 20th Anniversary Edition (مزاحمت یا هیچ- نسخه بیستمین سالگرد) ۲۰۰۹

## جوایز
RSH-GOLD - Radio Schleswig-Holstein-Musikpreis (آلمان)
- بهترین تازه وارد 1989 برای First Time

IFPI (آلمان) 
- تک آهنگ طلایی First Time سال 1989
- تک‌آهنگ پلاتینی First Time سال 1989

SNEP (فرانسه) 
- تک‌آهنگ نقره‌ای First Time سال 1989

IFPI (سوییس) 
- تک‌آهنگ طلایی First Time سال 1989

BPI (انگلیس) 
- تک‌آهنگ نقره‌ای First Time سال 1989